# Меркулешти (аеропорт)
Міжнародний аеропорт Меркулешти (ICAO: LUBM)  — військово-повітряна база, що належить Повітряним силам Молдови, що розташована у Флорештському районі, на півночі Молдови.